# Karlov (Švihovská vrchovina)
Karlov, dříve též Carlow, je vrch mezi městy Blovice a Spálené Poříčí v okrese Plzeň-jih, na jehož úpatí se nachází osada Karlov, hospodářský dvůr Habří a zaniklá ves Tisovec. Na východním úpatí pramení Struhařovský potok, okolo něhož prochází Naučná stezka "Loukou i lesem za pohádkou".
Vrch je pokryt lesem s modříny, borovicemi a smrky. Je tvořen zpevněnými sedimenty a částečně metamorfovanými horninami typu břidlice.